# اچ‌دی‌ام‌اس سلن (اس۳۲۳)
اچ‌دی‌ام‌اس سلن (اس۳۲۳) (به انگلیسی: HDMS Sælen (S323)) یک زیردریایی بود که طول آن 47.20 meters بود. این زیردریایی در سال ۱۹۶۵ ساخته شد.